# 星空のバイオリン
『星空のバイオリン』（ほしぞらのバイオリン）は、和田登による児童向け絵本作品で、1994年9月1日にPHP研究所より発売された。および原作を基にした長編アニメーション音楽映画であり、1995年4月8日に有楽町朝日ホールより公開された。

## キャスト
- 小沢僖久二：高野麗(少年)、平田広明(青年)
- 阿部香代：岩井小百合
- 大月先生：牛山茂
- 菅野二等兵：大滝進矢
- 紅蘭：高瀬くるみ
- 玉蘭：かないみか
- 響野ゆりえ：梅津美葉（特別出演）
- 僖久二の母：磯辺万沙子
- 僖久二の父：石森達幸
- 僖久二の兄：島田敏
- 僖久二の妹：川田妙子
- レンスキー：大木民夫
- ナレーション：久米明

## スタッフ
- 製作：瀬戸義昭
- プロデューサー：高橋美光
- 監督：中山節夫
- アニメーション監督：棚橋一德
- 原作：和田登『星空のバイオリン』PHP研究所・刊
- シナリオ：今泉俊昭
- キャラクターデザイン・作画監督：椛島義夫
- 美術監督：宮前光春
- 撮影監督︰小澤次雄
- 音響監督：山田悦司
- 音響効果：金丸孝彦・野崎博樹（音塾）
- 音楽：栗山和樹
- 演奏：メイプル・シンフォニック・オーケストラ
- バイオリン・ソロ：梅津美葉
- 指揮：松尾葉子
- 制作プロデューサー︰河内藤江
- アニメーション制作：タカハシスタジオ
- 製作：スペース映像

## 文部省選定
- 推奨：東京都知事
- 推薦：映倫青少年映画審議会、日本青年団協議会、優秀映画鑑賞会
- 特別推薦：厚生省中央児童福祉審議会、日本PTA全国協議会

## 関連商品
書籍
- 『星空のバイオリン 夢の音色をおいつづけた小澤僖久二』
  - 和田登・作、こさかしげる・絵
  - PHP研究所、1982年3月1日発売、ISBN 4569587267
- 『星空のバイオリン』
  - 和田登・作
  - PHP研究所、1994年9月1日発売、ISBN 4569589073
- 『星空のバイオリン アニメ映画版』
  - 和田登・作
  - PHP研究所、1995年2月1日発売、ISBN 4569589278

映像ソフト
- 『星空のバイオリン』 1997年5月21日発売、VHS:COVC-4924